# Kateryna Wołodko
Kateryna Wołodymyriwna Wołodko, z domu Bondarenko ukr.: Катери́на Володи́мирівна Бондаре́нко (ur. 8 sierpnia 1986 w Krzywym Rogu) – ukraińska tenisistka, mistrzyni wielkoszlemowego Australian Open 2008 w grze podwójnej, reprezentantka Ukrainy w Pucharze Federacji, młodsza siostra tenisistek Wałeriji i Alony Bondarenko. Jest zawodniczką praworęczną z oburęcznym bekhendem.

## Kariera tenisowa
Rozpoczęła treningi tenisowe w wieku czterech lat pod okiem rodziców, Natalii i Wołodymyra, którzy do dziś czuwają nad przebiegiem jej kariery. Jej starsze siostry także zajmują się tym sportem.
Największym sukcesem juniorskim tej tenisistki jest mistrzostwo Wimbledonu. W drodze do tytułu pokonała między innymi Szachar Pe’er, Michaëllę Krajicek i Anę Ivanović. 5 lipca 2004 została liderką mieszanej klasyfikacji juniorskiej. Swój pierwszy turniej w rywalizacji do lat osiemnastu wygrała w marcu 2002 w Mołdawii. W finale pokonała Olhę Sawczuk, a w półfinale starszą siostrę, Alonę. W 2004, po wielu sukcesach zaprzestała startów w turniejach ITF juniorów, będąc już tenisistką zawodową.
Status profesjonalny otrzymała w 2000, mając czternaście lat. Od września tego roku próbowała swoich sił w kobiecych turniejach Międzynarodowej Federacji Tenisowej na terenie Ukrainy, Turcji i Polski. W 2001 w Kędzierzynie-Koźlu po raz pierwszy doszła do ćwierćfinału takiej imprezy, a w 2002 w Olecku – do półfinału. Zwycięstwa doczekała się grudniu 2002 w Pune. W sierpniu 2003 triumfowała w Gdyni. Pod koniec 2006 wygrała także w Dubaju. Obecnie gra wyłącznie w turniejach WTA.
W roku 2002 po raz pierwszy startowała w eliminacjach kwalifikacyjnych do turnieju z cyklu WTA Tour. Została pokonana przez mało znaną Japonkę, ale walczyła przez trzy sety. W lutym 2003 nie zakwalifikowała się także do imprezy w Hajdarabadzie, ale sztuki tej dokonała dwa tygodnie później w Bogocie. W pierwszym profesjonalnym meczu w drabince głównej trafiła na Catalinę Castaño i przegrała 6:7(6), 3:6. Jeszcze w tym samym sezonie zwyciężyła swoje pierwsze zawodowe spotkanie, wygrywając z Zheng Jie w Pattaya.
W olimpijskim sezonie 2004 tylko raz wystartowała w drabince głównej – w Taszkencie. Skupiła się na rozgrywkach niższej rangi, odnosząc w nich spore sukcesy. Do repertuaru profesjonalnych występów włączyła grę podwójną, osiągając dwa ćwierćfinały (Taszkent, Québec). W lutym 2005 organizatorzy imprezy w Memphis przyznali jej „dziką kartę”, uprawniającą do udziału w głównych zawodach. Wyeliminowała w pierwszej rundzie rozstawioną z numerem szóstym Alinę Żydkową, klasyfikowaną na 55. pozycji w rankingu WTA. Doszła do ćwierćfinału, w którym uległa Wierze Zwonariowej. W lipcu zadebiutowała w imprezie wielkoszlemowej, Wimbledonie, gdzie przeszła eliminacje, choć prawo startu miała zapewnione jako mistrzyni juniorek poprzedniego roku. Poniosła porażkę z Conchitą Martínez w pierwszej rundzie. W Taszkencie, jako tenisistka 156. w rankingu WTA, doszła do ćwierćfinału. W grze podwójnej w tym sezonie osiągnęła półfinał w Estoril w parze z siostrą Aloną.
W 2006 udanie przebrnęła przez eliminacje kwalifikacyjne w Pattaya, ale szybko odpadła z turnieju. W Bangalore trafiła w pierwszej rundzie na swoją starszą siostrę Alonę, przegrywając 4:6, 5:7. W Dubaju wyeliminowała Květę Peschke, ale została ograna przez Justine Henin-Hardenne. Na Wimbledonie po raz pierwszy wygrała spotkanie wielkoszlemowe, eliminując Ivanę Lisjak. Doszła do ćwierćfinału w Taszkencie. Jej najlepsze starty deblowe w tym sezonie to półfinały w Dubaju (z Aloną Bondarenko) i w Hasselt (z Julianą Fedak).
W marcu 2007 zaprezentowała fenomenalną formę podczas turnieju w Dosze. Po eliminacjach pokonała Annę-Lenę Grönefeld i Sanię Mirzę, ulegając dopiero Jelenie Janković. W Warszawie odniosła zwycięstwa nad Wierą Duszewiną i Tamirą Paszek. W Berlinie, na swojej ulubionej nawierzchni, toczyła zacięty bój z Martiną Hingis, zakończony wynikiem 5:7, 6:7(7). W Rzymie doszła do trzeciej rundy, ale na Roland Garros odpadła już w drugiej, po porażce z Patty Schnyder. Została sklasyfikowana na najwyższym, 39. miejscu, w rankingu WTA. Na Wimbledonie w singlu przegrała z Dinarą Safiną, jednak odnotowała bardzo dobry wynik w grze mieszanej. Partnerował jej Australijczyk Jordan Kerr. Doszli do ćwierćfinału, w którym przegrali z Alicią Molik i Jonasem Björkmanem. Wcześniej jednak wyeliminowali Liezel Huber i Kevina Ullyetta oraz Tetianę Perebijnis i Paula Hanleya.
W dalszej części sezonu zrewanżowała się Dinarze Safinie za wcześniejsze porażki. Miało to miejsce w drugiej rundzie zawodów w Los Angeles; zaraz potem przegrała z Wiktoryją Azaranką. Na US Open pokonała najpierw Virginię Ruano Pascual, w rewanżu za eliminacje w New Haven, ale znów okazała się wyraźnie słabsza od młodszej siostry Marata Safina. W drugiej rundzie imprezy w Stuttgarcie sprawiła sensację, eliminując Anę Ivanović 6:2, 1:6, 6:3, klasyfikowaną wówczas na 5. pozycji w rankingu WTA. Do tej pory było to najcenniejsze zwycięstwo w jej karierze. W ćwierćfinale uległa późniejszej finalistce, Tatianie Golovin.
W grze podwójnej tego sezonu najlepszy wynik odnotowała podczas turnieju J&S Cup w Warszawie. Razem z Aloną doszły do półfinału, pokonane przez Jelenę Wiesninę i Jelenę Lichowcewą. Ponadto parokrotnie dotarła do ćwierćfinałów, między innymi w Dubaju i Stuttgarcie.
W 2008 odpadła w singlu pierwszych rundach w Hobart i na Australian Open. Na początku lutego wystartowała w rozgrywkach o Puchar Federacji. W rodzinnym Charkowie dość zaskakująco przegrała z Belgijką Yaniną Wickmayer. Zrehabilitowała się jednak następnego dnia i pokonała nastoletnią Tamaryn Hendler, mimo że przegrywała już 4:6, 0:4.
Prawdziwą niespodziankę sprawiła razem z siostrą w turnieju gry podwójnej kobiet wielkoszlemowego Australian Open. Nierozstawione, zwyciężyły tę imprezę, wygrywając w finale z Wiktoryją Azaranką i Szachar Pe’er 2:6, 6:1, 6:4. We wcześniejszych fazach zawodów okazały się lepsze między innymi od liderek światowej klasyfikacji deblowej WTA, Cary Black i Liezel Huber, które w Melbourne broniły tytułu. Na liście pokonanych znalazły się też pary Lindsay Davenport i Daniela Hantuchová oraz Anabel Medina Garrigues i Virginia Ruano Pascual. Awansowała na osiemnastą pozycję w rankingu WTA deblistek. W kolejnym turnieju – w Paryżu – dotarła do ćwierćfinału singla, gdzie przegrała z Rosjanką Jeleną Diemientjewą. W zawodach gry podwójnej siostry Bondarenko pokonały w finale Evę Hrdinovą i Vladimírę Uhlířovą 6:1, 6:4. Pierwszy w karierze singlowy finał cyklu WTA Tour osiągnęła w czerwcu 2008 roku w Birmingham. Pokonała w nim Yaninę Wickmayer wynikiem 7:6(7), 3:6, 7:6(4).
Na początku sezonu 2009 Bondarenko osiągnęły finał rozgrywek deblowych w Hobart. Przegrały w nim z Giselą Dulko i Flavią Pennettą 2:6, 6:7(4). W lipcu w Budapeszcie Ukrainki przegrały w finale z Alisą Klejbanową oraz Monicą Niculescu 4:6, 6:7(5). Dwa tygodnie później w Pradze siostry wygrały z reprezentantkami gospodarzy: Ivetą Benešovą i Barborą Záhlavovą-Strýcovą wynikiem 6:1, 6:2.
Po raz kolejny zanotowała finał w Hobart w 2011 roku, gdy partnerowała jej Līga Dekmeijere. Zawodniczki przegrały 3:6, 5:7 z Sarą Errani i Robertą Vinci. Następny finał rozgrywek deblowych Ukrainka zaliczyła po czteroletniej przerwie – w Pradze z Evą Hrdinovą nie sprostały Belindzie Bencic i Kateřinie Siniakovej, ulegając 2:6, 2:6.

## Życie prywatne
Jest córką Natalii i Władimira Bondarenko. Ma dwie starsze siostry, które również zawodowo zajmują się tenisem: Wałeriję (ur. 1982) i Alonę (ur. 1984). Mówi po ukraińsku, rosyjsku, angielsku i polsku. Lubi tańczyć i spędzać czas z przyjaciółmi. Fanka piłki nożnej i rosyjskiej muzyki popularnej. Mieszka w Charkowie.
26 września 2011 poślubiła Denisa Wołodko, biznesmena z Kijowa. 1 stycznia 2013 media podały informację o ciąży tenisistki. Urodziła córkę, Karinę Wołodko.

## Historia występów wielkoszlemowych
Legenda
     W, wygrany turniej
     F, przegrana w finale
     SF, przegrana w półfinale
     QF, przegrana w ćwierćfinale
     xR, przegrana w x rundzie
     Qx, przegrana w x rundzie kwalifikacji
     A, brak startu
     NH, turniej nie odbył się

### Występy w grze pojedynczej
| Turniej                | 2001 | 2002 | 2003 | 2004 | 2005 | 2006 | 2007 | 2008 | 2009 | 2010 | 2011 | 2012 | 2013 | 2014 | 2015 | 2016 | 2017 | 2018 | 2019 | 2020 | 2021 | 2022 | 2023 | 2024 | 2025 | Tytuły | Z–P     |
| ---------------------- | ---- | ---- | ---- | ---- | ---- | ---- | ---- | ---- | ---- | ---- | ---- | ---- | ---- | ---- | ---- | ---- | ---- | ---- | ---- | ---- | ---- | ---- | ---- | ---- | ---- | ------ | ------- |
| Australian Open        | A    | A    | A    | A    | A    | Q3   | Q1   | 1R   | 3R   | 2R   | 1R   | 1R   | A    | A    | Q2   | 3R   | 1R   | 3R   | A    | 1R   | A    | Q2   | A    | A    | A    | 0 / 9  | 7 – 9   |
| French Open            | A    | A    | A    | A    | A    | A    | 2R   | 1R   | 3R   | 2R   | 1R   | 1R   | A    | Q1   | Q3   | 2R   | 1R   | 1R   | A    | A    | Q1   | A    | A    | A    | A    | 0 / 9  | 5 – 9   |
| Wimbledon              | A    | A    | A    | A    | 1R   | 2R   | 1R   | 2R   | 2R   | 1R   | 3R   | 2R   | A    | A    | Q2   | 1R   | 1R   | 1R   | A    | NH   | Q2   | A    | A    | A    | A    | 0 / 11 | 6 – 11  |
| US Open                | A    | A    | A    | A    | Q2   | Q1   | 2R   | 1R   | QF   | 2R   | 2R   | 1R   | A    | A    | 2R   | 3R   | Q2   | 1R   | A    | 2R   | A    | A    | A    | A    | A    | 0 / 10 | 11 – 10 |
|                        |      |      |      |      |      |      |      |      |      |      |      |      |      |      |      |      |      |      |      |      |      |      |      |      |      |        |         |
| Ranking na koniec roku | 827  | 813  | 354  | 333  | 125  | 118  | 44   | 63   | 32   | 113  | 81   | 132  | –    | 204  | 88   | 72   | 93   | 132  | –    | 284  | 205  | 312  | 278  | 492  |      | 0 / 39 | 29 – 39 |

### Występy w grze podwójnej
| Turniej                | 2001 | 2002 | 2003 | 2004 | 2005 | 2006 | 2007 | 2008 | 2009 | 2010 | 2011 | 2012 | 2013 | 2014 | 2015 | 2016 | 2017 | 2018 | 2019 | 2020 | 2021 | 2022 | 2023 | 2024 | 2025 | Tytuły | Z–P     |
| ---------------------- | ---- | ---- | ---- | ---- | ---- | ---- | ---- | ---- | ---- | ---- | ---- | ---- | ---- | ---- | ---- | ---- | ---- | ---- | ---- | ---- | ---- | ---- | ---- | ---- | ---- | ------ | ------- |
| Australian Open        | A    | A    | A    | A    | A    | A    | 2R   | W    | 1R   | 1R   | 1R   | 1R   | A    | A    | A    | 2R   | 1R   | 2R   | A    | 1R   | 2R   | A    | A    | A    | A    | 1 / 11 | 9 – 10  |
| French Open            | A    | A    | A    | A    | A    | A    | 2R   | SF   | 2R   | QF   | 1R   | 2R   | A    | A    | A    | 1R   | 1R   | 2R   | A    | 1R   | A    | A    | A    | A    | A    | 0 / 10 | 11 – 10 |
| Wimbledon              | A    | A    | A    | A    | A    | 1R   | 2R   | A    | 1R   | 1R   | A    | 1R   | A    | A    | A    | 1R   | 2R   | 1R   | A    | NH   | A    | A    | A    | A    | A    | 0 / 8  | 2 – 8   |
| US Open                | A    | A    | A    | A    | A    | 2R   | 2R   | 3R   | 1R   | 2R   | 2R   | 1R   | A    | A    | 1R   | 1R   | 1R   | 1R   | A    | A    | 1R   | A    | A    | A    | A    | 0 / 12 | 6 – 12  |
|                        |      |      |      |      |      |      |      |      |      |      |      |      |      |      |      |      |      |      |      |      |      |      |      |      |      |        |         |
| Ranking na koniec roku | 512  | 873  | 566  | 264  | 128  | 64   | 51   | 10   | 41   | 105  | 159  | 150  | –    | 162  | 74   | 55   | 87   | 81   | 1130 | 117  | 89   | 172  | 229  | 601  |      | 1 / 41 | 28 – 40 |

### Występy w grze mieszanej
| Turniej         | 2001 | 2002 | 2003 | 2004 | 2005 | 2006 | 2007 | 2008 | 2009 | 2010 | 2011 | 2012 | 2013 | 2014 | 2015 | 2016 | 2017 | 2018 | 2019 | 2020 | 2021 | 2022 | 2023 | 2024 | 2025 | Tytuły | Z–P   |
| --------------- | ---- | ---- | ---- | ---- | ---- | ---- | ---- | ---- | ---- | ---- | ---- | ---- | ---- | ---- | ---- | ---- | ---- | ---- | ---- | ---- | ---- | ---- | ---- | ---- | ---- | ------ | ----- |
| Australian Open | A    | A    | A    | A    | A    | A    | A    | A    | 1R   | A    | A    | A    | A    | A    | A    | A    | A    | A    | A    | A    | A    | A    | A    | A    | A    | 0 / 1  | 0 – 1 |
| French Open     | A    | A    | A    | A    | A    | A    | A    | QF   | A    | A    | A    | A    | A    | A    | A    | A    | A    | A    | A    | NH   | A    | A    | A    | A    | A    | 0 / 1  | 2 – 1 |
| Wimbledon       | A    | A    | A    | A    | A    | A    | QF   | 2R   | 1R   | 2R   | A    | A    | A    | A    | A    | A    | A    | A    | A    | NH   | A    | A    | A    | A    | A    | 0 / 4  | 4 – 4 |
| US Open         | A    | A    | A    | A    | A    | A    | A    | 1R   | A    | A    | A    | A    | A    | A    | A    | A    | A    | A    | A    | NH   | A    | A    | A    | A    | A    | 0 / 1  | 0 – 1 |
|                 |      |      |      |      |      |      |      |      |      |      |      |      |      |      |      |      |      |      |      |      |      |      |      |      |      |        |       |
|                 |      |      |      |      |      |      |      |      |      |      |      |      |      |      |      |      |      |      |      |      |      |      |      |      |      | 0 / 7  | 6 – 7 |

## Finały turniejów WTA
| Legenda                     | Legenda |
| --------------------------- | ------- |
| Wielki Szlem                |         |
| Igrzyska olimpijskie        |         |
| WTA Tour Championships      |         |
| 1988 – 2008                 |         |
| Kategoria I                 |         |
| Kategoria II                |         |
| Kategoria III               |         |
| Kategoria IV                |         |
| Kategoria V                 |         |
| 2009 – 2020                 |         |
| WTA Premier Mandatory       |         |
| WTA Premier 5               |         |
| WTA Premier                 |         |
| WTA International Series    |         |
| WTA 125K series (2012–2020) |         |
| od 2021                     |         |
| WTA 1000 (obowiązkowe)      |         |
| WTA 1000 (nieobowiązkowe)   |         |
| WTA 500                     |         |
| WTA 250                     |         |
| WTA 125                     |         |

### Gra pojedyncza 2 (2–0)
| Końcowy wynik | Nr | Data             | Turniej    | Nawierzchnia | Przeciwniczka    | Wynik finału        |
| ------------- | -- | ---------------- | ---------- | ------------ | ---------------- | ------------------- |
| Zwyciężczyni  | 1. | 15 czerwca 2008  | Birmingham | Trawiasta    | Yanina Wickmayer | 7:6(7), 3:6, 7:6(4) |
| Zwyciężczyni  | 2. | 30 września 2017 | Taszkent   | Twarda       | Tímea Babos      | 6:4, 6:4            |

### Gra podwójna 11 (4–7)
| Końcowy wynik | Nr | Data             | Turniej         | Nawierzchnia  | Partnerka        | Przeciwniczki                             | Wynik finału   |
| ------------- | -- | ---------------- | --------------- | ------------- | ---------------- | ----------------------------------------- | -------------- |
| Zwyciężczyni  | 1. | 26 stycznia 2008 | Australian Open | Twarda        | Alona Bondarenko | Wiktoryja Azaranka Szachar Pe’er          | 2:6, 6:1, 6:4  |
| Zwyciężczyni  | 2. | 10 lutego 2008   | Paryż           | Twarda (hala) | Alona Bondarenko | Eva Hrdinová Vladimíra Uhlířová           | 6:1, 6:4       |
| Finalistka    | 1. | 16 stycznia 2009 | Hobart          | Twarda        | Alona Bondarenko | Gisela Dulko Flavia Pennetta              | 2:6, 6:7(4)    |
| Finalistka    | 2. | 6 lipca 2009     | Budapeszt       | Ceglana       | Alona Bondarenko | Alisa Klejbanowa Monica Niculescu         | 4:6, 6:7(5)    |
| Zwyciężczyni  | 3. | 19 lipca 2009    | Praga           | Ceglana       | Alona Bondarenko | Iveta Benešová Barbora Záhlavová-Strýcová | 6:1, 6:2       |
| Finalistka    | 3. | 15 stycznia 2011 | Hobart          | Twarda        | Līga Dekmeijere  | Sara Errani Roberta Vinci                 | 3:6, 5:7       |
| Finalistka    | 4. | 1 maja 2015      | Praga           | Ceglana       | Eva Hrdinová     | Belinda Bencic Kateřina Siniaková         | 2:6, 2:6       |
| Finalistka    | 5. | 27 sierpnia 2016 | New Haven       | Twarda        | Chuang Chia-jung | Sania Mirza Monica Niculescu              | 5:7, 4:6       |
| Finalistka    | 6. | 29 lutego 2020   | Acapulco        | Twarda        | Sharon Fichman   | Desirae Krawczyk Giuliana Olmos           | 3:6, 6:7(5)    |
| Zwyciężczyni  | 4. | 8 marca 2020     | Monterrey       | Twarda        | Sharon Fichman   | Miyu Katō Wang Yafan                      | 4:6, 6:3, 10–7 |
| Finalistka    | 7. | 25 lipca 2021    | Gdynia          | Ceglana       | Katarzyna Piter  | Anna Danilina Lidzija Marozawa            | 3:6, 2:6       |

## Finały turniejów WTA 125K series

### Gra pojedyncza 1 (0–1)
| Końcowy wynik | Nr | Data         | Turniej      | Nawierzchnia | Przeciwniczka | Wynik finału |
| ------------- | -- | ------------ | ------------ | ------------ | ------------- | ------------ |
| Finalistka    | 1. | 4 marca 2018 | Indian Wells | Twarda       | Sara Errani   | 4:6, 2:6     |

## Wygrane turnieje rangi ITF
| turnieje z pulą nagród 100 000 $ (W100)  |
| turnieje z pulą nagród 75/80 000 $ (W80) |
| turnieje z pulą nagród 50/60 000 $ (W75) |
| turnieje z pulą nagród 40 000 $ (W50)    |
| turnieje z pulą nagród 25 000 $ (W35)    |
| turnieje z pulą nagród 15 000 $ (W15)    |
| turnieje z pulą nagród 10 000 $          |

### Gra pojedyncza
|    | Data       | Turniej    | Naw.   | Przeciwniczka          | Wynik       |
| 1. | 08/12/2002 | Pune       | Twarda | İpek Şenoğlu           | 6:1, 6:1    |
| 2. | 16/12/2006 | Dubaj      | Twarda | Kaciaryna Dziehalewicz | 6:1, 6:3    |
| 3. | 21/11/2010 | Bratysława | Twarda | Jewgienija Rodina      | 7:6(3), 6:2 |
| 4. | 05/10/2014 | Monterrey  | Twarda | Ana Vrljić             | 6:1, 7:5    |
| 5. | 26/10/2014 | Macon      | Twarda | Grace Min              | 6:4, 7:5    |
| 6. | 08/01/2023 | Nonthaburi | Twarda | Walerija Sawinych      | 6:2, 6:3    |

### Gra podwójna
|    | Data       | Turniej      | Naw.    | Partnerka          | Przeciwniczki                        | Wynik       |
| 1. | 08/12/2002 | Pune         | Twarda  | Akgul Amanmuradova | Sania Mirza Radhika Tulpule          | 6:3, 7:6(1) |
| 2. | 19/03/2006 | Orange       | Twarda  | Alona Bondarenko   | Stéphanie Dubois Lilia Osterloh      | 6:2, 6:4    |
| 3. | 29/06/2014 | Kristinehamn | Ceglana | Cornelia Lister    | Ysaline Bonaventure Sandra Zaniewska | Walkower    |

## Finały juniorskich turniejów wielkoszlemowych

### Gra pojedyncza (1)
| Końcowy wynik | Rok  | Turniej   | Nawierzchnia | Przeciwniczka | Wynik finału  |
| Zwyciężczyni  | 2004 | Wimbledon | Trawiasta    | Ana Ivanović  | 6:4, 6:7, 6:2 |